# Betta krataios
Betta krataios är en fiskart som beskrevs av Tan och Ng 2006. Betta krataios ingår i släktet Betta och familjen Osphronemidae. Inga underarter finns listade.